# Grabowo (powiat kołobrzeski)
Grabowo (niem. Stubbenberg) – niezamieszkana osada w Polsce położona w województwie zachodniopomorskim, w powiecie kołobrzeskim, w gminie Siemyśl. Miejscowość wchodziła w skład sołectwa Niemierze.
Przysiółek założono w poł. XIX w. jako kolonię wsi Niemierze, będącej wówczas własnością miasta Kołobrzeg. Został zlikwidowany po 1945 r.